# Gabriel Gorce
Gabriel Gorce Yepes (2 d'agost de 1990, Madrid, Espanya) és un esquiador alpí amb deficiència visual classificat com a B2 en la Classificació Paralímpica d'Esquí Alpí. Ha tingut diversos guies com ara Aleix Suñé, Félix Aznar o Arnau Ferrer. Gorce ha competit en la Copa d'Europa i a la Copa del Món d'Esquí Alpí del Comitè Paralímpic Internacional en el Campionat del Món de 2009 i en els Jocs Paralímpics de Vancouver de 2010. Va ser homenatjat a la Gala Esportiva XV.